# Kostel svatého Petra a Pavla (Česká Lípa)
Zaniklý kostel svatého Petra a Pavla stával v České Lípě do roku 1820, kdy definitivně zanikl po velkém požáru města. Kostel hořel několikrát i předtím. Postaven byl zřejmě v 12. století, doklady o tom však neexistují.

## Stavba a vybavení
Kostel stával ve středu města na náměstí, dnes pojmenovaném Škroupovo. Dřívější jména náměstí byla Kostelní a Školní.
Datum založení kostela jisté není, někteří historikové odhadují 12. století, ale pravděpodobně byl postaven na počátku 14. století zároveň s prvními stavbami zakládaného města. Je možné, že vznikl v roce 1475 na místě původní stavby.
V letech 1608 až 1623 byl kostel obsazen protestanty. Až díky zákupskému děkanu Wenzelovi Treubnerovi podporovanému Albrechtem z Valdštejna byl na Tři krále roku 1623 vrácen katolickým bohoslužbám.
Děkan Johann Christoph Preisler pořídil roku 1788 soupis všeho, co s kostelem souviselo a co zbylo po prvním požáru. Jednalo se o stavbu pozdně gotickou se třemi loděmi. V hlavní hale bylo 91 lavic, z nichž několik bylo upraveno pro vrchnost a čelné měšťany. Kostel měl 60 metrů vysokou věž s hodinami vyrobenými v Litoměřicích roku 1712. Ve věži byly zavěšeny tři velké zvony, z nichž největší měl 50 centů. Po požáru kostela v roce 1617 byly přemístěny do nově postavené samostatné zvonice. Po požáru způsobeném zásahem blesku byla zvonice roku 1631 obnovena.
Součástí vybavení byla křtitelnice, kterou se podařilo zachránit a předat do kostela svaté Maří Magdaleny. Varhany z roku 1619 podlehly požáru a byly nahrazeny novými z roku 1753. V kostele bylo několik cenných oltářů, mnoho soch i obrazů. Některé byly umístěny v postranních kaplích. Cenné a dobře děkanem popsané byly schránky na monstranci (pastoforium) a hostie (ciborium).
V kostele se nacházely tři hrobky majitelů panství a města. Dvě patřily Berkům z Dubé, jedna byla vartenberská. V první berkovské z roku 1490 byli pohřbeni Jaroslav Berka z Dubé (zemřel 1493), jeho syna Zdislav Berka z Dubé (zemřel 1553) a Petr Berka (zemřel 1540). Ve druhé hrobce byli pohřbeni mnozí další Berkové a jejich blízcí příbuzní. Ve vartenberské hrobce z roku 1584 byli pohřbeni spolumajitelé města z rodu Vartenberků. Mimo nich byly v kostele další náhrobky šlechticů i významných měšťanů města.

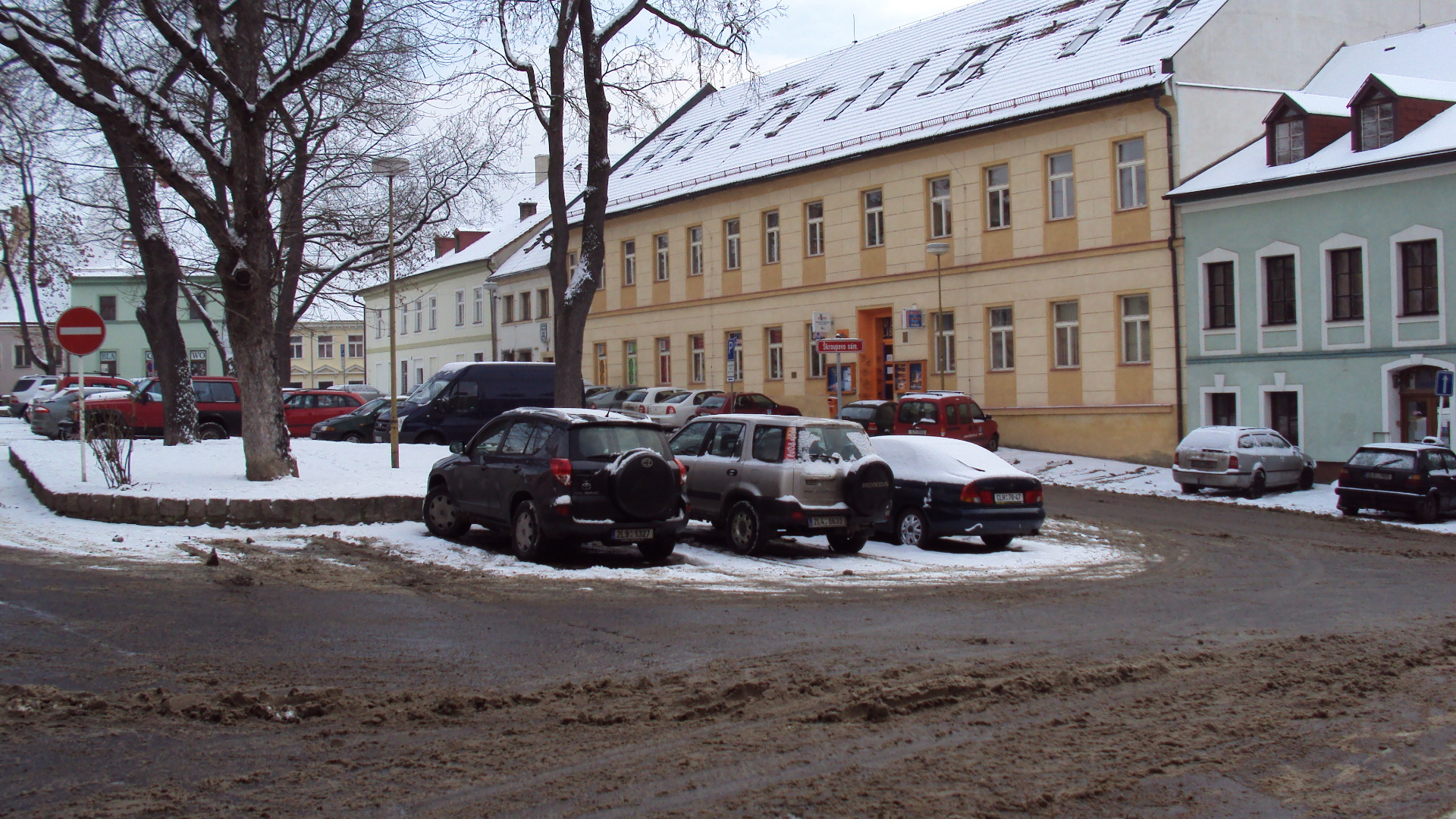
Dnešní Škroupovo náměstí, kde kostel stával

## Zánik
Střed města postihly dva velké požáry. K prvnímu došlo 6. října 1787, druhý, ještě ničivější, nastal 12. května 1820. Po druhém bylo povoleno zbytky kostela zbořit a stavební materiál byl rozprodán měšťanům. Už po prvním požáru docházelo ke krádežím vybavení nehlídané stavby, zloději vykradli i hrobky a zničili rakve. Jen málo předmětů se časem podařilo dohledat a zachránit. Jsou uschovány v českolipském muzeu.
Status farního kostela byl přenesen na kostel sv. Kříže v dnešní Moskevské ulici.